# Sinod
Sinodul sau Conciliul este o întrunire bisericească ai cărei membri sunt îndeosebi episcopi, ca de exemplu Conciliul de la Calcedon. Întunirea lor este cauzată de apariția unor probleme, a unor situații tensionate – uneori – și au drept scop dezbaterea și luarea deciziilor ce se impun atât în privința credinței cât și a cultului și a moralei. Termenul „conciliu” (în Orientul creștin „Sinod”) numea întrunirile primelor comunități creștine (reprezentate de păstorii lor), întruniri în care se dezbăteau și se decidea asupra problemelor ce interesau viața bisericească.
În aceste întruniri – manifestări și actualizări ale existenței Bisericii – erau trasate legile fundamentale ale unanimității, fraternității și comuniunii.

## Conciliul Ecumenic
De-a lungul secolelor astfel de întruniri au luat forme diferite, nu ușor de clasificat.
Totuși, pragmatismul și analiza juriștilor canoniști au sfârșit prin a identifica unele categorii de concilii și de sinoade bazate mai ales pe dimensiunile și reprezentarea Bisericii. Astfel sunt: concilii diecezane, particulare, regionale, mitropolitane, generale, universale, plenare și, în sfârșit, ecumenice.
Calificativul de „ecumenic” ușor-ușor a ajuns să deosebească acele întruniri a căror valoare și autoritate principală sunt recunoscute, sub anumite aspecte, obligatorii pentru întreaga Biserică.
Conciliile Ecumenice sunt întruniri ale episcopilor ce reprezintă întreaga Biserică, discută, formulează și emană decizii privitoare la doctrină, la disciplină și la materiile legate de acestea.
Toate acestea au caracter normativ pentru toți creștinii.

## Dezbaterile și conținutul Conciliilor Ecumenice
În ceea ce privește conținutul Conciliilor ecumenice ale au însemnat – în general – faze de mare importanță în viața Bisericii creștine, cristalizând curentele doctrinare spirituale și devoționale.

## Primele șapte/opt concilii
Au fost celebrate în Orient. Ele s-au confruntat cu limpezirea dogmatică a cristologiei, lucru ce a condus la formularea Profesiunii de credință (numit și «Crez» sau «Simbol de credință») care este în uz până în prezent.
Atunci au fost elaborate formulele pentru exprimarea divinității Fiului și a Duhului Sfânt; unitatea Persoanei lui Christos în două naturi: umană și dumnezeiască.
Au fost fixate normele privitoare la ierarhia bisericească, rolul diferitelor biserici și, în cele din urmă, cultul icoanelor.
Al patrulea Conciliu din Constantinopol (al optulea ecumenic), care conține condamnarea lui Fotie, a însemnat o mare ruptură între cele două Tradiții creștine: Răsărit și Apus (Bizanț și Roma). De altfel, Biserica Răsăriteană (Ortodoxă) nici măcar nu-l recunoaște ca fiind Ecumenic.

## Evul mediu
Conciliile s-au confruntat cu probleme instituționale, au dictat reguli morale pentru cler și pentru popor, au intervenit în disputele privitoare la raportul Biserică-Papă-Împărat-putere laică, au tratat și tematici teologice(de ex. condamnarea Dualismului Cathar).
Cle două Concilii din secolul al XV-lea au dezbătut raportul dintre Conciliu și Papă, au încercat restabilirea unității cu Biserica Răsăriteană, au schițat reforma organismului Bisericii.
După ce la-nceputul anilor 1500 un nou Conciliu (Lateran V) a reluat fără succes însă aceste ultime încercări, Conciliul tridentin (din Trento), pe lângă sancționarea rupturii provocate de Reforma protestantă, a construit un pachet doctrinar și disciplinar de mare precizie și cu o reală forță incisivă. Acestea au influențat durabil spiritualitatea și cultura europeană.
În 1800 și-n 1900 Conciliile Ecumenice, ținute la Vatican, au înfruntat problemele din unghiuri și cu stiluri diferite au reflectat asupra Bisericii și a raportului între credința creștină și lumea contemporană.

## Sinod în cadrul bisericii ortodoxe
Sinodul ecumenic constituie autoritatea supremă în Biserica Ortodoxă. Din el fac parte episcopii, mitropoliții Bisericii Ortodoxe. Este condus de către Patriarh. Se întrunește periodic pentru rezolvarea unor probleme de administrație bisericească.